# Milotice nad Opavou
Milotice nad Opavou là một làng thuộc huyện Bruntál, vùng Moravskoslezský, Cộng hòa Séc.